# Erich Scholtyseck
|  | Dieser Artikel wurde aufgrund von formalen oder inhaltlichen Mängeln in der Qualitätssicherung Biologie zur Verbesserung eingetragen. Dies geschieht, um die Qualität der Biologie-Artikel auf ein akzeptables Niveau zu bringen. Bitte hilf mit, diesen Artikel zu verbessern! Artikel, die nicht signifikant verbessert werden, können gegebenenfalls gelöscht werden. Lies dazu auch die näheren Informationen in den Mindestanforderungen an Biologie-Artikel. |

Erich Scholtyseck (* 7. Oktober 1918 in Wülfrath; † 18. April 1985) war ein deutscher Zoologe.
Nach dem Studium an der Universität Bonn promovierte er 1952. 1962 erfolgte seine Habilitation,  danach war er Privatdozent. Seit 1965 war er außerplanmäßiger Professor an der Universität Bonn. 1970 übernahm er die Leitung der Abteilung für Protozoologie an der Universität Bonn.
Von 1971 bis 1974 war er zudem Vorsitzender der Deutschen Gesellschaft für Parasitologie.